# Сенсорама
Сенсорама (англ. Sensorama) — устройство, являющееся одним из наиболее ранних примеров применения технологии мультисенсорного (мультимодального) погружения; первый в мире виртуальный симулятор.
Создана в 1957 году и запатентована в 1962 году американским кинематографистом и изобретателем Мортоном Хейлигом, часто именуемым «отцом виртуальной реальности» благодаря своим разработкам, положившим начало развитию технологий VR.

## Идея и история изобретения
Вдохновившись Синерамой Фреда Уоллера и Хазарда Ривса, Хейлиг использовал свой кинематографический опыт в надежде создать «кино будущего». Именно так называлась опубликованная в 1955 году статья, в которой он отмечал, что Синерама, наряду с 3D-фильмами, была логическим шагом в эволюции искусства:

Действительно потрясающий факт состоит в том, что эти новые устройства четко и ярко продемонстрировали всем то, что полусознательно пытались сделать живопись, фотография и кино вместе — изобразить визуальный мир во всей его красе, так, как он воспринимается человеческим глазом.
Хейлиг считал, что, основываясь на особенностях биологического строения человека и методологии творчества, можно создать качественно новый вид искусства. Другими словами, художник, понимающий биологическую природу человеческого восприятия, значительно развивает свои экспрессивные возможности.
Передовые взгляды Мортона Хейлига столкнулись с проблемой, которую он уже поднимал в своей статье, а именно задержкой развития стереокинематографа и озвученных фильмов. Когда его предложения были отвергнуты в Голливуде, Хейлиг сумел воплотить свои идеи в жизнь на базе Анненбергской школы Пенсильванского Университета (где он в то время получал степень магистра в области коммуникаций).
Созданный там аппарат Сенсорамы представлял собой громоздкое устройство, внешне напоминающее игровые автоматы 80-х, и позволял зрителю испытать опыт погружения в виртуальную реальность, например, прокатиться на мотоцикле по улицам Бруклина. Эффект присутствия достигался путем воздействия на все основные органы чувств одновременно: экран демонстрировал запись «от первого лица», сиденье вибрировало, динамик транслировал звуки оживленной улицы, в камеру поступали соответствующие запахи.
Впоследствии Хейлигом была также разработана модель «Театра ощущений», делающего возможным коллективное погружение в виртуальную среду по принципу Сенсорамы. Однако недоверие инвесторов к рискованному проекту привело к приостановке работы над симуляторами.

## Влияние на последующие разработки

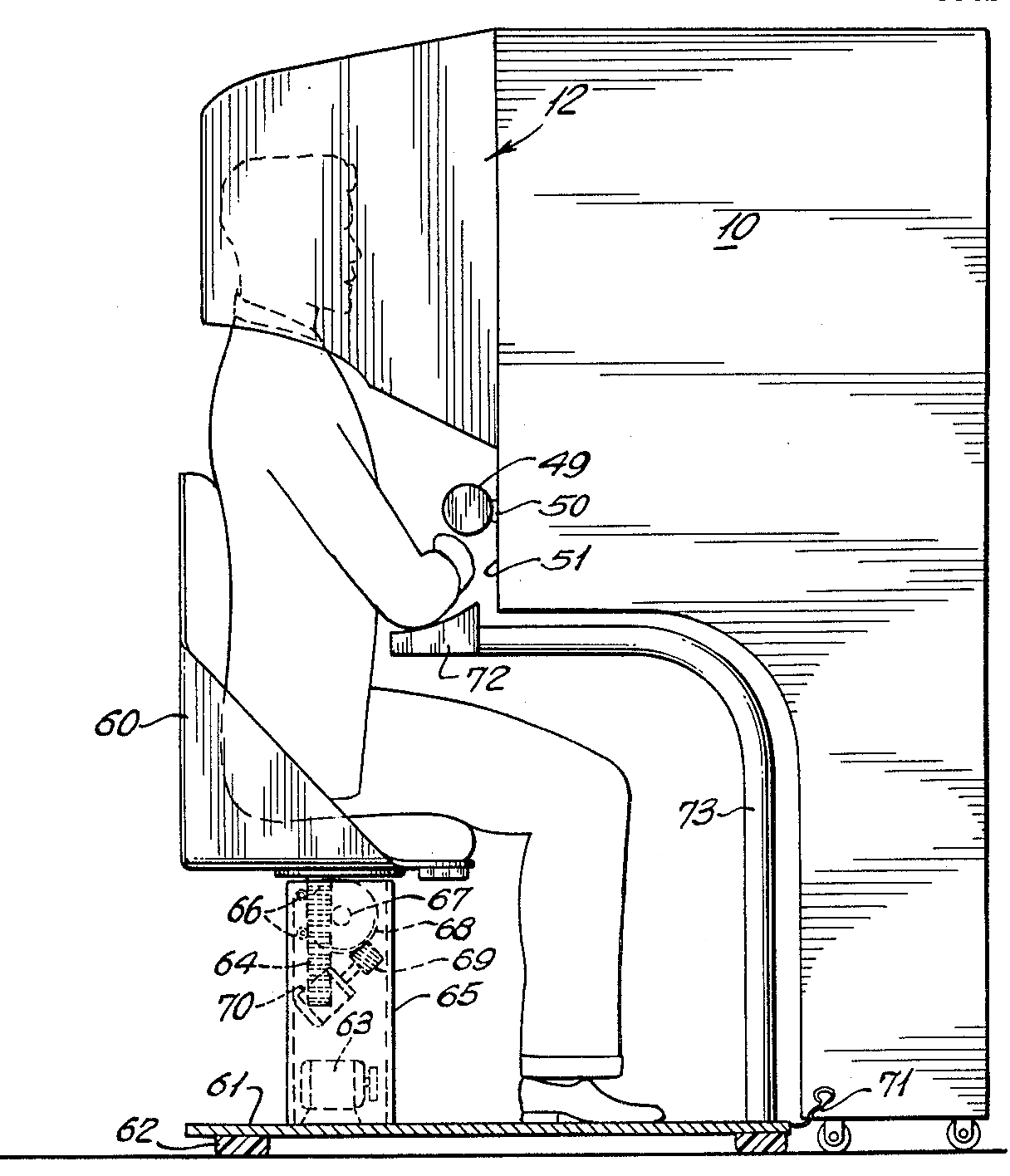
Сенсорама, из патента #3050870

Невзирая на провал проекта Сенсорамы, она стала прототипом сегодняшних виртуальных симуляторов. В частности, Скотт Фишер, основатель и директор проекта виртуальной среды для рабочих станций (VIEW) Исследовательского центра Эймса, в своей статье упоминает о влиянии идеи Сенсорамы на собственные разработки, среди которых шлемы виртуальной реальности для НАСА, а также гипермедийная карта Аспена. Благодаря работе Фишера, воплощаемые в Сенсораме теория и практика телеприсутствия продолжают задавать тон современным исследованиям в области виртуальной реальности, как и предсказывал Хейлиг.
Модель Сенсорамы была использована в разных конфигурациях в парках развлечения Уолта Диснея — от вибрирующих сидений до дугообразных широкоформатных дисплеев и 360-градусного звука. Аттракционы, основанные на технологиях Сенсорамы, используются в Диснейлендах по сей день.

## Интересные факты
Опытный образец Сенсорамы по-прежнему в рабочем состоянии. Он имеет собственный веб-сайт, где легендарное устройство можно приобрести за 1,5 миллиона долларов.